# Ruppach-Goldhausen
Ruppach-Goldhausen ist eine Ortsgemeinde im Westerwaldkreis in Rheinland-Pfalz. Sie gehört der Verbandsgemeinde Montabaur an.

## Geographische Lage
Die Gemeinde liegt im Westerwald nordöstlich von Montabaur am Rande des Naturpark Nassau. Durch den Ort fließt der Ahrbach. Der Ort liegt am Hang des 356 Meter hohen Rupberg und am Goldhäuser Berg, in alten Karten auch Goldkäppchen genannt.

## Geschichte
Die Entstehungszeit der Siedlungen Ruppach und Goldhausen schätzt man auf 1100 n. Chr. 1097 sprach das sich im Besitz der Herren zu Merenburg befindliche Hubengericht Potenhain Recht, das später auch als Potenhain-Ruppach bezeichnet wird. In der Zeit nach ca. 1100 war der Familienstamm der Waldboten im Besitz des Zehnten von Ruppach. Der Ort Ruppach wird aber 1347 erstmals erwähnt.
Namensherkunft: In Urkunden des 13. Jahrhunderts kann man über die „Adligen von Gulthusen“, erstmals 1289, nachlesen und 1362 ist „Junker von Robach“ erstmals erwähnt. Seit dem Dreißigjährigen Krieg haben die Orte den heutigen Namen.
Wohl im 13. Jahrhundert gelangte Ruppach zum Kirchspiel und Gericht Hundsangen in der Grafschaft Diez. 1762 wurde er kirchlich Teil der neu gegründeten Pfarrei Berod und 1790 der Pfarrei und des Gerichts Meudt.
Im Jahr 1525 gab es in Goldhausen drei Höfe. Ein Hof gehörte zum Spital Montabaur, die beiden anderen Höfe waren dem Pfarrer von Meudt abgabepflichtig. Zur gleichen Zeit bestanden ebenfalls drei Höfe in Ruppach. Ein Teil („diesseits der Bach“) war der Grundherrschaft Hundsangen zugeordnet, der andere („jenseits der Bach“) der Grundherrschaft Meudt. Neben den Grundherren erhielt das Haus Isenburg Abgaben.
Als 1564 Kurtrier die Herrschaft übernahm, lebten in Goldhausen zwölf Familien, die 19 Pferde ihr Eigen nannten. Auch später findet man in Verzeichnissen Angaben zur Pferdehaltung und -zucht. Von 1802 bis 1866 lag die Herrschaft über die Orte beim Herzog von Nassau, der von Preußen abgelöst wurde. Seit 1900 wuchsen die Orte allmählich zusammen. Es entwickelten sich Gemeinsamkeiten in den Bereichen Kirche, Schule und Vereinsleben, was Voraussetzung für die Bildung der Gemeinde Ruppach-Goldhausen am 7. Juni 1969 war.
Ruppach besaß spätestens im 18. Jahrhundert eine Kapelle. 1906 wurde an ihrer Stelle die heutige Kirche St. Johannes Baptista fertiggestellt, die 1926 zur Pfarrkirche erhoben wurde. 1786 wird erstmals eine Kapelle in Goldhausen erwähnt, die 1904 durch eine Filialkirche der Pfarrei Meudt ersetzt wurde. 1926 erfolgte die Umpfarrung nach Ruppach.
Eine Mühle bei Golhausen wird erstmals 1525 genannt. Sie war bis ins 19. Jahrhundert in Betrieb.
Der Ort Altenfeld wird 1273 erstmals erwähnt. Kurz nach 1564 fiel er wüst. Seine Gemarkung wurde Ruppach zugeschlagen.
Einwohnerentwicklung
Die Entwicklung der Einwohnerzahl bezogen auf das heutige Gebiet der Ortsgemeinde Ruppach-Goldhausen, die Werte von 1871 bis 1987 beruhen auf Volkszählungen:
| Jahr | Einwohner |
| ---- | --------- |
| 1815 | 327       |
| 1835 | 405       |
| 1871 | 425       |
| 1905 | 569       |
| 1939 | 749       |

| Jahr | Einwohner |
| ---- | --------- |
| 1950 | 868       |
| 1961 | 942       |
| 1970 | 1084      |
| 1987 | 1084      |
| 2005 | 1179      |

## Religion
Auch die Zeit bis zur eigenen, gemeinsamen Pfarrei währte lange: Ursprünglich gehörte Goldhausen und ein Teil von Ruppach zur Pfarrei Meudt, Ruppach „links der Bach“ zur Pfarrei Hundsangen. „Links der Bach“ wurde 1762 der neugegründeten Pfarrei Berod übertragen, bevor dieser Teil 1790 ebenfalls Meudt zugeordnet wurde. Bis 1902 besuchten die Gläubigen im fünf Kilometer entfernten Meudt den Gottesdienst. Nach der Weihe der neuerrichteten Kirche in Ruppach am 31. Juli 1905 entfiel dieser weite Weg. 1922 einigten sich die beiden Gemeinden, den Sonn- und Feiertagsgottesdienst nur noch in der größeren Ruppacher Kirche zu feiern. 1926 zog nach Gründung des Pfarrvikariats Ruppach-Boden der erste Pfarrer ins neue Pfarrhaus ein. 1939 erfolgte die Bildung der Kirchengemeinde Ruppach-Goldhausen.

## Politik

### Gemeinderat
Der Gemeinderat in Ruppach-Goldhausen besteht aus 16 Ratsmitgliedern, die bei der Kommunalwahl am 9. Juni 2024 in einer Mehrheitswahl  gewählt wurden, und dem ehrenamtlichen Ortsbürgermeister als Vorsitzendem.
Die Sitzverteilung im Gemeinderat:
| Wahl | NLR *             | WGK *             | Gesamt   |
| ---- | ----------------- | ----------------- | -------- |
| 2024 | per Mehrheitswahl | per Mehrheitswahl | 16 Sitze |
| 2019 | 12                | 4                 | 16 Sitze |
| 2014 | per Mehrheitswahl | per Mehrheitswahl | 16 Sitze |

### Bürgermeister
Sascha Stein wurde am 12. Juli 2024 Ortsbürgermeister von Ruppach-Goldhausen. Bei der Direktwahl am 9. Juni 2024 hatte er sich mit einem Stimmenanteil von 63,3 % gegen einen Mitbewerber durchgesetzt.
Steins Vorgänger Klaus Henkes war von 2014 bis 2024 Ortsbürgermeister von Ruppach-Goldhausen. Zur Kommunalwahl 2019 war Henkes ursprünglich nicht erneut angetreten. Nachdem aber bei der Direktwahl am 26. Mai 2019 der einzige Bewerber knapp die notwendige Stimmenmehrheit verfehlte, erklärte sich Henkes bereit, das Amt fortzuführen und wurde am 28. August 2019 vom Rat wiedergewählt. Henkes Vorgänger war Gerold Sprenger.

### Wappen
| Wappen von Ruppach-Goldhausen | Blasonierung: „Mit gestürztem Stufengiebel geteilt von Silber und Blau. Oben drei rote Schrägbalken, bedeckt von einem steigenden goldenen Löwen. Unten eine erniedrigte silberne Wellenleiste.“ |
| Wappen von Ruppach-Goldhausen | Wappenbegründung: Der obere Teil des Wappens stellt die Vereinigung der Wappen der Herren von Reifenberg und der Adeligen von Nassau-Spurkenburg dar. Als Vorlage für den Wappenentwurf diente das ehemalige Gerichtssiegel von Ruppach aus dem Jahr 1596. Der stufenförmige untere Teil des Wappens symbolisiert den Tonabbau und die Wellenleiste den Ahrbach. |

## Kultur und Sehenswürdigkeiten

### Sicherheit
Der abwehrende Brandschutz und die allgemeine Hilfe wird durch die Freiwillige Feuerwehr Ruppach-Goldhausen insbesondere auf Ortsebene sowie für die Nachbargemeinde Boden gewährleistet.

Die Feuerwehr nimmt regelmäßig an traditionellen internationalen Feuerwehrwettbewerben des Weltfeuerwehrverbandes CTIF teil. Die Freiwillige Feuerwehr war bereits zweimal Ausrichter eines solchen Wettbewerbs nach Richtlinien des CTIF´s. Der erste Bewerb fand im Jahr 2004 statt. Hier wurde der sportliche Teil im Stadion Montabaur ausgetragen, die anschließende Siegerehrung mit Abendveranstaltung erfolgte Im Freizeitgelände „Finkelkarst“ in Ruppach-Goldhausen. Der zweite Bewerb wurde am 11. Juli 2015 ausgetragen. Hier war die örtliche Feuerwehr Ausrichter der Landesmeisterschaft Rheinland-Pfalz. Anders als beim ersten Bewerb fand der komplette Bewerb im Ort statt. Austragungsort war die Sportanlage „Glück Auf“. Die abschließende Siegerehrung und das Abendprogramm fanden, wie bereits 2004, in der Freizeitanlage „Finkelkarst“ statt.

### Historische Gebäude
- In der Nähe des Ortes liegt das Wasserschloss Hof Langwiesen.

## Wirtschaft und Infrastruktur

### Verkehr

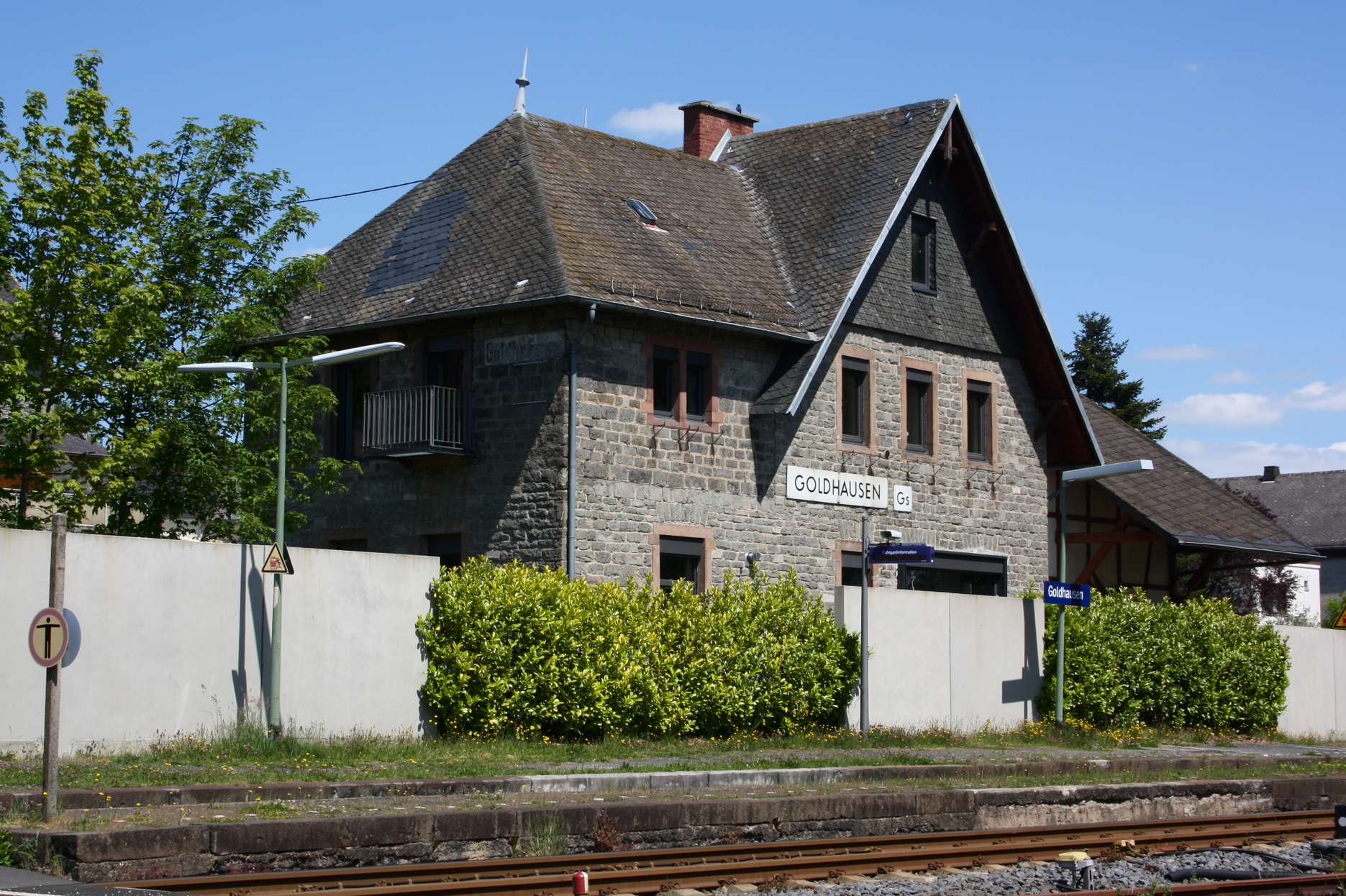
Der Bahnhof Goldhausen

- Die nächste Autobahnanschlussstelle ist Montabaur an der A 3 Köln–Frankfurt am Main, etwa vier Kilometer entfernt.
- Der Ort liegt an der Bahnstrecke Limburg-Staffel–Siershahn, auf welcher die Züge der Linie RB 29 der Hessischen Landesbahn HLB, Bereich Dreiländerbahn nach dem Rheinland-Pfalz-Takt täglich im Stundentakt verkehren.
- Die nächstgelegenen Anschlussmöglichkeiten an den Fernverkehr (ICE-Halt) sind der Bahnhof Montabaur und der Bahnhof Limburg Süd an der Schnellfahrstrecke Köln–Rhein/Main sowie Koblenz Hauptbahnhof. Am Bahnhof Montabaur besteht Anschluss an Regionalbusse in Richtung Koblenz, Westerburg, Ransbach-Baumbach, Hachenburg, Rennerod, Bad Marienberg und Limburg sowie an Fernbusse in Richtung Köln und Frankfurt am Main.

### Tongruben
Um den Ort Ruppach-Goldhausen sind mehrere tonfördernde Betriebe.
Zu Beginn des Tonbergbaus wurde der Ton im Tagebau mit Hacke und Spaten gewonnen. Später wurde der Ton unter Tage durch Schachtanlagen gefördert. Ein solcher Förderturm steht heute noch, der den Namen Zukunft trägt. Heute wird der Ton wieder im Tagebau gefördert.

### Bildung
Nach Einführung der allgemeinen Schulpflicht 1817 bildeten Ruppach, Goldhausen und Langwiesen einen Schulverband. Schule fand in einem gemieteten Zimmer in Ruppach statt. Nach 1867 besuchten die Kinder das noch heute gegenüber der Ruppacher Kirche vorhandene Schulhaus (Elektro-Linden). Wegen gestiegener Kinderzahl baute Goldhausen 1897 seine eigene Schule. Dieses Gebäude steht noch heute. Es befindet sich in der Hauptstraße direkt neben der Goldhäuser Kapelle. Im Namen einer Schulreform erhielten die beiden Gemeinden 1960 eine gemeinsame Schule. Heute besuchen Grundschüler aus Ruppach-Goldhausen, Heiligenroth und Boden die Grundschule am Ahrbach. Auch für die Kleinsten ist durch einen ortsansässigen Kindergarten gut gesorgt.

## Söhne und Töchter der Gemeinde
- Richard Henkes (* 26. Mai 1900; † 22. Februar 1945 im KZ Dachau), deutscher Pallottinerpater, Märtyrer und Seliger